# 太原晚報
太原晚報是中華人民共和國山西省太原市的一份報紙，由中共太原市委主管，太原日報社主辦。該報創刊於1965年1月1日。文化大革命期間曾於1967年1月被造反派查封後停刊。1967年3月31日，該報以紅太原的名義短暫復刊。1986年2月1日，太原晚報復刊。

## 外部連結
- 官方网站